# Румынский конституционный референдум (2015)
Конституционный референдум в Румынии первоначально планировался в мае 2014 года одновременно с выборами в Европарламент. Избиратели должны одобрить проект поправок к Конституции, которые ограничивают власть президента страны. Однако, в мае 2014 года Комиссия по изменению Конституции, которая ещё продолжает свою работу, предложила конец 2015 года для проведения референдума..

## Контекст
13 января 2014 года правящий Социал-либеральный союз объявил о проведении референдума по изменению Конституции одновременно с выборами в Европейский парламент. Референдум должен был проходить два дня 24 и 25 мая 2014 года при необходимом кворуме 50 %. Изменения, предлагаемые Социал-либеральным союзом, включают уменьшение количества депутатов парламента до 300 и возвращение к голосованию по спискам на выборах в палату депутатов.